# Estación de São Gemil
La Estación Ferroviaria de São Gemil es una plataforma ferroviaria de la Línea de Leixões, que sirve a la zona de São Gemil, en el ayuntamiento de Valongo, en Portugal; no es utilizada por composiciones de pasajeros desde el 1 de febrero de 2011, fecha en que todos los servicios de este tipo fueron suspendidos en la Línea de Leixões.

## Descripción

### Vías y plataformas
En 2010, presentaba cuatro vías de circulación, con longitudes entre los 437 y 593 metros; las dos plataformas tienen 83 y 30 metros de extensión, y 40 centímetros de altura.

### Localización y accesos
Se encuentra junto a la Calle Doctor António dos Santos, en la parroquia de Águas Santas.

## Historia
En julio de 1934, el Ministerio de Obras Públicas ya había aprobado el proceso de expropiación de terrenos junto a la Estación de São Gemil, para la futura construcción de un edificio de vivienda del personal.
Todos los servicios de pasajeros en la línea de Leixões fueron suspendidos el 1 de febrero de 2011.